# Rekompensata z tytułu świadczenia usług publicznych
Rekompensata z tytułu świadczenia usług publicznych – oznacza każdą korzyść, zwłaszcza finansową, przyznaną bezpośrednio lub pośrednio przez właściwy organ z funduszy publicznych w okresie realizacji zobowiązania z tytułu świadczenia usług publicznych lub powiązaną z tym okresem.
Przy finansowaniu przewozów o charakterze użyteczności publicznej są to środki pieniężne lub inne korzyści majątkowe przyznane operatorowi publicznego transportu zbiorowego w związku ze świadczeniem usług w zakresie publicznego transportu zbiorowego.
Może ona w tym przypadku polegać na przekazaniu operatorowi rekompensaty z tytułu:
a) utraconych przychodów w związku ze stosowaniem ustawowych uprawnień do ulgowych przejazdów w publicznym transporcie zbiorowym, lub
b) utraconych przychodów w związku ze stosowaniem uprawnień do ulgowych przejazdów w publicznym transporcie zbiorowym ustanowionych na obszarze właściwości danego organizatora, lub
c) poniesionych kosztów w związku ze świadczeniem przez operatora usług w zakresie publicznego transportu zbiorowego.